# Lill-Ormtjärnen
Lill-Ormtjärnen är en sjö i Härjedalens kommun i Härjedalen och ingår i Ljusnans huvudavrinningsområde.